# Setouchi
Setouchi (jap. 瀬戸内市 Setouchi-shi) ist eine kreisfreie Stadt in der japanischen Präfektur Okayama.

## Geographie
Setouchi liegt östlich von Okayama an der Seto-Inlandsee.

## Geschichte
Die Stadt Setouchi wurde am 1. November 2004 aus der Vereinigung der Gemeinden Oku (邑久町, -chō), Osafune (長船町, -chō) und Ushimado (牛窓町, -chō) des Landkreises Oku gegründet. Der Landkreis wurde daraufhin aufgelöst.

## Sehenswürdigkeiten

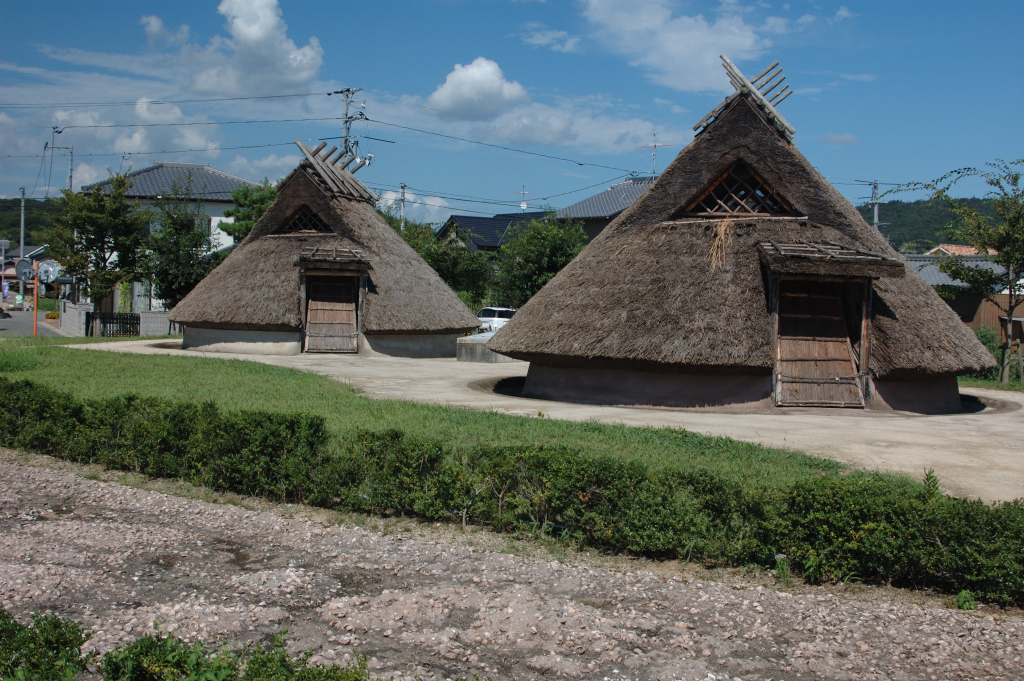
Rekonstruierte Rundhäuser der Yayoi-Zeit

- Historische Stätte und Park Kodota-Køkkenmøddinger (門田貝塚史跡公園, Kadota kaizuka shiseki kōen): Ausstellung von ausgegrabenen Gegenständen von der Yayoi- bis zur Kamakura-Zeit, einschließlich der Rekonstruktion zweier Rundhäuser der Yayoi-Zeit.
- Honren-ji (本蓮寺)
- Yokei-ji (餘慶寺)

## Verkehr
- Straße:
  - Nationalstraße 2: nach Ōsaka und Kitakyūshū
  - Nationalstraße 250
- Zug:
  - JR Ako-Linie: nach Okayama und Aioi

## Angrenzende Städte und Gemeinden
- Okayama
- Bizen (Okayama)

## Städtepartnerschaften
- Mytilini, Griechenland, seit 1982
- Horokanai, Japan, seit 1989
- Tsushima, Japan, seit 1996